# Elecciones presidenciales de Azerbaiyán de 2003
Elecciones presidenciales se celebraron en Azerbaiyán el 15 de octubre de 2003. Como se esperaba, Ilham Aliyev, hijo del presidente saliente, Heydar Aliyev, fue elegido fácilmente en una elección que los observadores internacionales (como Human Rights Watch y la OSCE) no consideraron ni libre ni justa.

## Conducta
Human Rights Watch declaró que la "campaña electoral... desde el principio fue fuertemente manipulado por el gobierno para favorecer al primer ministro Ilham Aliyev, hijo del presidente Heydar Aliyev. El gobierno se aseguró de que las comisiones electorales se apilaran a favor de Aliyev y prohibió a las organizaciones no gubernamentales (ONG) supervisar la votación. A medida que se acercaban las elecciones, los funcionarios del gobierno se pusieron abiertamente del lado de Ilham Aliyev, obstruyeron los mítines de la oposición y trataron de limitar la participación en ellos. La policía ha golpeado y detenido arbitrariamente a cientos de activistas de la oposición, entre ellos una mujer de 73 años."
El Instituto para la Democracia en Europa Oriental aportó 188 observadores electorales. La misión, solicitada por el gobierno de los Estados Unidos, formaba parte de un grupo más amplio de observadores que supervisaban bajo los auspicios de la OSCE. Los observadores de la IDEE observaron más de 1.000 recintos electorales y centros electorales de circunscripción donde se tabularon los votos, y emitieron colectivamente un "Votum Separatum", en el que expresaban su indignación por el fraude electoral, la intimidación y la represión política que presenciaron durante su misión de observación y su desacuerdo con el moderado informe preliminar de la OSCE, que calificaba las elecciones de "generalmente bien administradas".

## Resultados
| Candidato                          | Partido                                            | Votos     | %     |
| ---------------------------------- | -------------------------------------------------- | --------- | ----- |
| Ilham Aliyev                       | Nuevo Azerbaiyán                                   | 1,860,346 | 75.38 |
| Isa Gambar                         | Musavat                                            | 372,385   | 15.09 |
| Lala Shevket                       | Unidad Nacional                                    | 100,558   | 4.07  |
| Etibar Mammadov                    | Partido de la Independencia Nacional de Azerbaiyán | 62,401    | 2.53  |
| İlyas İsmayılov                    | Partido de la Justicia                             | 24,926    | 1.01  |
| Sabir Rustamkhanli                 | Partido Cívico de Solidaridad                      | 23,730    | 0.96  |
| Qüdrat Hasanquliyev                | Partido del Frente Popular de Azerbaiyán           | 13,624    | 0.55  |
| Hafiz Hajiyev                      | Partido de la Igualdad Moderna                     | 9,990     | 0.40  |
| Votos nulos/en blanco              | Votos nulos/en blanco                              | 324,037   | –     |
| Total                              | Total                                              | 2,791,997 | 100   |
| Votantes registrados/participación | Votantes registrados/participación                 | 4,442,338 | 62.85 |
| Fuente: IFES                       |                                                    |           |       |